# 朴佑鎭
朴佑鎭（： Park Woo Jin；1999年11月2日—），韓國男歌手，所屬經紀公司為Brand New Music。Mnet選秀節目《PRODUCE 101第二季》參賽練習生出身，為團體Wanna One成員，隸屬YMC娛樂進行為期1年6個月的活動。於2018年6月1日Wanna One由YMC娛樂轉為SWING娛樂。2018年12月31日Wanna One合約到期，現已回歸所屬社Brand New Music，並於2019年5月22日以AB6IX成員身份再次出道，在團內擔任主舞和主饒舌。

## 經歷

### 出道前
出生于釜山廣域市，從小學開始在舞蹈學院（包括S.D.K Art Factory）练习舞蹈，與林煐岷是同學。多次參加地區舞蹈比賽，並曾與防彈少年團Jimin和姜丹尼爾於比賽中碰面。2009年時參加 SUPER STAR K比賽。2015年12月通過韓國三大經紀公司之一JYP娛樂的公開招募並成為練習生。2016年初與金東賢、李大輝轉到Brand New Music練習，參與演出《PRODUCE 101第二季》前曾演出經紀公司旗下歌手MC Gree的作品MV。

### 參與PRODUCE 101第二季
2017年初以Brand New Music旗下練習生身份參與选秀節目《PRODUCE 101 第二季》。2017年5月28日，進行「主題評價」舞台錄影當日上午，出現高燒、全身疼痛等症狀，緊急送醫，被診斷為帶狀皰疹，但因渴望踏上舞台的意志堅定，在順利完成表演後，才住院接受治療。所屬經紀公司亦表示：不會從節目中下車，會盡快康復，以好的樣子跟大家見面。參與節目期間憑藉其出眾的舞蹈實力及掌握舞台表演的魅力，從第一週投票排名72位，不斷上升至第十週出道名次第6位，因此被譽為奇蹟般的練習生。2017年6月16日，於第十一集的最終直播中，以937,379票獲得第6名，成為Wanna One的一員。

### BNM Boys
《PRODUCE 101第二季》參賽期間與Brand New Music簽訂練習生合約約滿，朴佑鎭及其他練習生（李大輝、林煐岷、金東賢）已與Brand New Music簽訂專屬合約，正式成為旗下藝人。

### Wanna One活動
2017年6月16日，朴佑鎭在《PRODUCE 101 第二季》第11集直播中，以最終排名第6名成為出道組成員，與其余10名成員組成Wanna One，簽約YMC娛樂展開為期一年半的团体活動。組合在8月7日透過《Wanna One Premier Show-Con》正式出道。
2018年12月Wanna One正式解散後，朴佑鎭與成員李大輝重返原公司Brand New Music繼續訓練。

### AB6IX
2019年5月22日與Brand New Music旗下藝人李大輝、MXM林煐岷、MXM金東賢、練習生田雄共五人一起，以AB6IX名義重新出道。AB6IX最初由林煐岷、田雄、金东贤、朴佑镇以及李大辉所组成，并由林煐岷担任队长。现经成员变动后，现任成员包括田雄、金东贤、朴佑镇以及李大辉。

### Solo活動
2月12日，AB6IX官方Instagram公告朴佑鎭將於2月27日發行首張EP專輯《oWn》。
2月15日，發布先行曲《Self Portrait》，與曾同為Wanna One成員的金在煥一同演唱。
2月27日，韓國時間下午6點，公開首張EP專輯《oWn》全輯音源及主打《Top Tier》。

## 音樂作品

### 其他參與或發行歌曲
| 發行日期       | 歌曲名稱                       | 專輯名稱           | 相關資料                                                   |
| -------------- | ------------------------------ | ------------------ | ---------------------------------------------------------- |
| 2019年12月12日 | Paradise(feat.박우진 of AB6IX) | Moment             | 合作艺人：金在煥，本歌曲为金在煥迷你二輯收錄曲，並參與填詞 |
| 2019年9月24日  | Truth Hurts                    | Truth Hurts        | 合作藝人：AB6IX全體、Lizzo                                 |
| 2019年3月29日  | Look Back At It                | Look Back At It    | 合作藝人：A Boogie Wit Da Hoodie                           |
| 2019年1月29日  | Candle (Prod. By 이대휘)       | Candle             | 合作藝人：李大輝，並參與填詞                               |
| 2021年1月9日   | PUZZLE                         | 哲仁王后OST Part.4 | 合作藝人：韶宥                                             |
| 2022年4月15日  | How About Me?(넌 나 어때)      |                    | 合作藝人：李韓星                                           |

## 創作作品
| 日期           | 歌曲                                      | 歌手                     | 專輯                                       | 備註                                           |
| 2017年7月27日  | Good Day                                  | MXM                      | 先行單曲收錄於《UNMIX》                    | 與李大輝合作填詞                               |
| 2018年6月4日   | 캥거루 (Kangaroo)                         | Wanna OneTriple Position | 專輯單曲 收錄於《1÷x=1 (UNDIVIDED)》       | Prod. Zico、與姜丹尼爾合作填詞，並參與編舞。   |
| 2018年11月19日 | Awake!                                    | Wanna One                | 專輯單曲收錄於《1¹¹=1 (Power of Destiny)》 | 朴佑鎭參與填詞                                 |
| 2018年11月19日 | 불꽃놀이                                  | Wanna One                | 專輯單曲收錄於《1¹¹=1 (Power of Destiny)》 | 朴佑鎭參與編舞                                 |
| 2019年1月29日  | 캔들(Candle)                              | 朴佑鎭、李大輝           | 未發布實體專輯(於韓國各大音樂app線上發布)  | Prod. 李大輝、朴佑鎭參與填詞                   |
| 2019年5月22日  | Hollywood                                 | AB6IX                    | 專輯單曲收錄於《B:COMLPETE》               | 與李大輝、金東賢、林煐岷合作填詞，並親自編舞。 |
| 2019年5月22日  | ABSOLUTE (完全體)                         | AB6IX                    | 專輯單曲收錄於《B:COMLPETE》               | 與林煐岷、李大輝合作填詞，並親自編舞。         |
| 2019年5月22日  | 별자리 (SHINING STARS)                    | AB6IX                    | 專輯單曲收錄於《B:COMLPETE》               | 與金東賢、林煐岷合作填詞，並親自編舞。         |
| 2019年5月22日  | BREATHE                                   | AB6IX                    | 專輯單曲收錄於《B:COMLPETE》               | 與李大輝、林煐岷、Rhymer合作填詞               |
| 2019年5月22日  | LIGHT ME UP                               | AB6IX                    | 專輯單曲收錄於《B:COMLPETE》               | 與李大輝、林煐岷合作填詞                       |
| 2019年5月22日  | 둘만의 춤 (DANCE FOR TWO)                 | AB6IX                    | 專輯單曲收錄於《B:COMLPETE》               | 與李大輝、林煐岷合作填詞                       |
| 2019年10月7日  | 기대 (BE THERE)                           | AB6IX                    | 專輯單曲收錄於《6IXSENSE》                 | 與林煐岷、Rhymer合作填詞，並親自編舞。         |
| 2019年10月7日  | 《BLIND FOR LOVE （页面存档备份，存于）》 | AB6IX                    | 專輯單曲收錄於《6IXSENSE》                 | 與李大輝、林煐岷合作填詞                       |
| 2019年10月7日  | 민들레꽃 (DANDELION)                      | AB6IX                    | 專輯單曲收錄於《6IXSENSE》                 | 與李大輝、林煐岷合作填詞                       |
| 2019年10月7日  | SUNSET                                    | AB6IX                    | 專輯單曲收錄於《6IXSENSE》                 | 與李大輝、林煐岷合作填詞                       |
| 2019年10月7日  | _AND ME                                   | AB6IX                    | 專輯單曲收錄於《6IXSENSE》                 | 與金東賢、林煐岷合作填詞                       |
| 2019年10月7日  | LOVE AIR                                  | AB6IX                    | 專輯單曲收錄於《6IXSENSE》                 | 與李大輝、林煐岷合作填詞                       |
| 2019年10月7日  | 이쁨이 지나치면 죄야 죄 (PRETTY)          | AB6IX                    | 專輯單曲收錄於《6IXSENSE》                 | 與金東賢、林煐岷合作填詞                       |
| 2019年10月7日  | SHADOW                                    | AB6IX                    | 專輯單曲收錄於《6IXSENSE》                 | 與林煐岷合作填詞                               |
| 2019年10月7日  | DEEP INSIDE                               | AB6IX                    | 專輯單曲收錄於《6IXSENSE》                 | 與金東賢、林煐岷合作填詞                       |
| 2019年10月7日  | D.R.E.A.M                                 | AB6IX                    | 專輯單曲收錄於《6IXSENSE》                 | 與林煐岷合作填詞                               |
| 2019年12月12日 | Paradise(feat.朴佑鎭 of AB6IX)            | 金在奐(feat.朴佑鎭)      | 收錄於金在奐迷你二輯《Moment》             | feat.並參與填詞                                |
| 2020年2月13日  | 《COLOR EYE （页面存档备份，存于）》      | 朴佑鎮                   | 單曲收錄於AB6IX數位專輯《5NALLY》          | 與李大輝合作填詞                               |

## 影音作品

### 參演音樂錄影帶
| 年份   | 發佈日期 | 歌手                | 歌名          | 備註                     |
| ------ | -------- | ------------------- | ------------- | ------------------------ |
| 2016年 | 10月11日 | MC Gree             | 《Dangerous》 | 與李大輝、金東賢一同出演 |
| 2018年 | 7月2日   | 양다일 (Yang Da Il) | 《그해 여름》 | 與이서연一同出演         |

## 影視作品

#### 個人綜藝
| 發布日期              | 電視台 | 節目                    | 集數  | 備註                       |
| --------------------- | ------ | ----------------------- | ----- | -------------------------- |
| 2017年4月7日－6月16日 | Mnet   | 《Produce 101 S2》      | 全集  | 第六名出道                 |
| 2018年3月21日         | MBC    | 《黃金漁場 Radio Star》 | EP512 | 與姜丹尼爾、邕聖祐共同演出 |
| 2018年5月5日          | KBS2   | 《Battle Trip》         | EP90  | 與朴志訓共同演出           |
| 2018年10月26日        | KBS    | 《Dancing High》        |       | 特別評審                   |
| 2019年5月11日-6月8日  | SBS    | 《叢林的法則》          | EP1-5 |                            |

#### PRODUCE 101第二季表演
| 發布日期      | 曲名                                    | 原唱                                           | 備註     | 表演链接 |
| ------------- | --------------------------------------- | ---------------------------------------------- | -------- | -------- |
| 2017年4月14日 | 《HOLLYWOOD （页面存档备份，存于）》    | 该练习生组合（林煐岷、金东贤、朴佑镇、李大辉） | 組別直拍 | [ 15 ]   |
| 2017年4月24日 | 《10 Out of 10 （页面存档备份，存于）》 | 2PM                                            | 個人直拍 | [ 16 ]   |
| 2017年5月16日 | 《Get Ugly （页面存档备份，存于）》     | Jason Derulo                                   | 個人直拍 | [ 17 ]   |
| 2017年6月6日  | 《Never （页面存档备份，存于）》        | 組別「國民的兒子」                             | 個人直拍 | [ 18 ]   |

## 雜誌拍攝
| 年份   | 名稱           | 期數    | 發行地區 | 備註     |
| ------ | -------------- | ------- | -------- | -------- |
| 2018年 | 1st Look       | Vol.147 | 韓國     | 與朴志訓 |
| 2019年 | atstar 1 Korea | Vol.87  | 韓國     |          |

## 外部連結
AB6IX
- FanCafe （页面存档备份，存于）
- Instagram （页面存档备份，存于）
- 官方Twitter （页面存档备份，存于）
- 成員Twitter （页面存档备份，存于）
- Youtube （页面存档备份，存于）
- Facebook （页面存档备份，存于）
- V Live （页面存档备份，存于）